# Adaven
Adaven (eerder Sharp) is een spookstad in Nye County in de Amerikaanse staat Nevada.
Adaven heette oorspronkelijk Sharp naar de boer Thomas Sharp, die er in de jaren 70 van de 19e eeuw ging wonen. Rond de boerderij ontstond een kleine nederzetting en in 1901 kreeg de plaats een postkantoor. Gedurende de daaropvolgende vijftig jaar had Adaven een inwonertal van rond de 25. Op 1 mei 1939 werd de plaats omgedoopt tot Adaven, de naam van Nevada omgekeerd. In 1953 sloot het postkantoor en de plaats werd verlaten.